# SuperB
SuperBとは、Bファクトリーと同様、B中間子と呼ばれるハドロンを
大量に作り出す高エネルギー加速器施設を指す。

## 概説
SuperBでは、現在稼働しているBファクトリーであるKEKB加速器と比べ100倍程度の頻度でB中間子を生成することができる。
現在のBファクトリーの次期計画として SuperB計画が、日本の高エネルギー加速器研究機構
及びイタリアFrascatiのINFN研究所を含む研究グループにおいて検討されている。

## 予定
現在のKEKB加速器のトンネルを再活用して、電子・陽電子もしくは電子・陽子を衝突させる非対象衝突エネルギー型の加速器実験装置を目指している。最大の難問は、陽子を新たに作り出すための線形加速器の開発・設置程度であり、KEKB加速器本体についても、より強度の高い加速器とするための大型超伝導磁石の開発などが課題である。
また、国際リニアコライダー実験が不可能になった場合に備えて準備を行っている計画でもある。